# (4487) Pocahontas
(4487) Pocahontas est un astéroïde Amor découvert le 17 octobre 1987 par Carolyn S. Shoemaker à l'observatoire Palomar.
Son nom fait référence à Pocahontas, une Amérindienne de la confédération de tribus Powhatans.